# Caecilia (tijdschrift)
Caecilia was een Nederlands generalistisch muzikaal tijdschrift dat van de 19e tot begin 20e eeuw uitgegeven werd. Het was gericht op een breed publiek en had als doel 'de muziekkunst in Nederland te ontwikkelen en een goede smaak voor muziek te stimuleren'.
Het werd in vier achtereenvolgende series uitgegeven:
- 1844-1917: Caecilia: algemeen muzikaal tijdschrift van Nederland
- 1917-1931: De vereenigde tijdschriften Caecilia en Het muziekcollege
- 1931-1933: Het Muziekcollege Caecilia: maandblad voor muziek
- 1933-1940: Caecilia en de muziek

Veel van het tijdschrift is in het begin van de 21e eeuw online beschikbaar gemaakt.